# Jacob Ericsson
Jacob Sigfrid Ericsson (17 settembre 1993) è un calciatore svedese, difensore dell'IF Karlstad.

## Carriera
Ericsson ha iniziato a giocare a calcio nel Sommarro IF all'età di 6/7 anni. È cresciuto in alcune squadre del circondario della città di Karlstad, fino ad arrivare al settore giovanile dell'AIK.
La sua carriera senior è iniziata nelle serie minori: due apparizioni in terza serie al Carlstad United nel 2009, mentre nel 2010 ha trovato più spazio al Råsunda IS in quarta serie. Nel 2011 ha giocato cinque amichevoli con l'AIK, sedendo anche in panchina in quattro gare di Allsvenskan senza però essere schierato. Ha chiuso quella stagione in prestito al Väsby United, giocando 20 partite di cui 17 da titolare. mentre in quella successiva è stato girato al Karlstad BK sempre in prestito.
Nel gennaio 2013 ha sottoscritto un contratto biennale con l'Örgryte, squadra militante in Superettan però retrocessa a fine campionato. Nel corso di quell'annata, Ericsson aveva prolungato il contratto in rossoblu fino alla fine del 2015, ma dopo la stagione 2014 il giocatore ha deciso di rescindere.
In vista dell'Allsvenskan 2015 viene ingaggiato dal Gefle, con cui ha modo di debuttare a tutti gli effetti nel massimo campionato nazionale.
Nel 2017 è tornato a giocare per l'Örgryte, con i rossoblu che nel frattempo erano risaliti in Superettan. È rimasto per un biennio, prima di essere ingaggiato dal Falkenberg neopromosso in Allsvenskan. Dopo due anni la squadra è retrocessa in Superettan, così nel 2021 Ericsson a fine contratto è sceso in terza serie accettando l'offerta dell'IF Karlstad.